# Kras Ważecki
Kras Ważecki (słow. Važecký kras) – obszar krasowy o powierzchni ok. 30 km², rozciągający się w grupie górskiej Kozich Grzbietów w Centralnych Karpatach Zachodnich na Słowacji, na południe od miejscowości Važec.
Obszar Krasu Ważeckiego nie obfituje w nadmierną ilość powierzchniowych zjawisk krasowych. Jest natomiast bogaty w podziemne zjawiska krasowe. Na jego terenie znajduje się m.in. szereg jaskiń. Najbardziej znana jest udostępniona turystycznie Jaskinia Ważecka. Niedaleko niej znajduje się Jaskinia V Dúbrave. Najdłuższą jaskinią Kozich Grzbietów jest Zápoľná jaskyňa (nad doliną Czarnego Wagu), której odkryte dotąd (2024) korytarze liczą 1 848 m długości, co lokuje ją na 33. miejscu najdłuższych jaskiń Słowacji.